# 李小三
李小三（1963年11月—），男，汉族。江西吉安人，中华人民共和国政治人物。中央党校研究生学历。曾任中共云南省委副书记。现任云南省人大常委会党组副书记。

## 生平
1983年8月参加工作。1985年2月加入中国共产党。早年任共青团吉安地委书记、党组书记，宁冈县县委副书记、县长，江西省社会科学院副院长、抚州市人民政府副市长、中国井冈山干部学院常务副院长等职务。2008年，当选第十一届全国政协委员，代表社会科学界，分入第三十二组。2012年2月，任中共中央组织部干部教育局局长。2015年12月，任中共云南省委组织部部长职务。2016年5月任中共云南省委常委，2017年6月当选中共十九大代表。2021年5月任中共云南省委副书记，半年后离职，转任云南省人大常委会党组副书记。2022年1月，当选为云南省人大常委会副主任。